# 天辐二
天辐二（天秤座τ，τ Lib）是天秤座的一个分光双星系统，视星等为+3.65，距离地球约370光年。